# Joachim Glaubitz
Joachim Glaubitz (* 11. März 1929 in Hennersdorf; † 9. November 2021 in Chemnitz) war ein deutscher Ostasienwissenschaftler.

## Leben
Glaubitz war zunächst Russischlehrer. Dann studierte er Sinologie und Japanologie in Leipzig und Hamburg. Im Jahre 1953 verließ er die DDR. Er leitete das Goethe-Institut in Tokio und war danach Forschungsreferent für Ostasien an der Stiftung Wissenschaft und Politik in Ebenhausen bei München. Nach der Habilitation 1973 war er bis 1992 Professor für Ostasienwissenschaften an der Ludwig-Maximilians-Universität München. Verheiratet war er seit 1991 in zweiter Ehe – aus einer ersten sind eine Tochter und ein Sohn hervorgegangen – mit der Chemnitzer Politikwissenschaftlerin und stellvertretenden Vorsitzenden der Konrad-Adenauer-Stiftung, Beate Neuss.

## Schriften (Auswahl)
- Die gebremste Revolution – Zum gegenwärtigen Stand der Ereignisse in China. Köln 1967, OCLC 718263243.
- China und die Sowjetunion. Aufbau und Zerfall einer Allianz. Hannover 1973, OCLC 718263243.
- Fremde Nachbarn: Tokyo und Moskau. Ihre Beziehungen vom Beginn der 70er Jahre bis zum Ende der Sowjetunion. Baden-Baden 1992, ISBN 3-7890-1149-5.
- Japan und Russland. Stand und Perspektiven ihrer Beziehungen. Köln 1994, OCLC 988564129.